# Tumulo di Pipino di Landen
Il Tumulo di Pipino di Landen è il tumulo funerario di Pipino di Landen situato a Sinte-Gittersplein, nel comune belga di Landen, all'interno della provincia del Brabante Fiammingo, nelle Fiandre.
Pipino di Landen (580-640), è stato maggiordomo di palazzo di Austrasia. Originario di Landen, la sua proprietà si trovava lì.
Egli visse in una vecchia città gallo-romana e fu sepolto nella vicina area di Landen. Dopo alcuni anni la sua vedova reclamò i suoi resti e li fece trasferire a Nivelles.
Gli scavi condotti nel 1981 hanno aiutato a scoprire le fondamenta di un'antica cappella, cripta della famiglia dei pipinidi, caduta in rovina nel 1756. Un museo archeologico ne conserva le diverse fasi di costruzione.
Il sito del tumulo è stato classificato come "paesaggio protetto" dal Regio Decreto del 19 aprile 1978. Le rovine della cappella e il tumulo sono invece stati entrambi classificati come "monumenti" grazie al Regio Decreto del 17 novembre 1981.

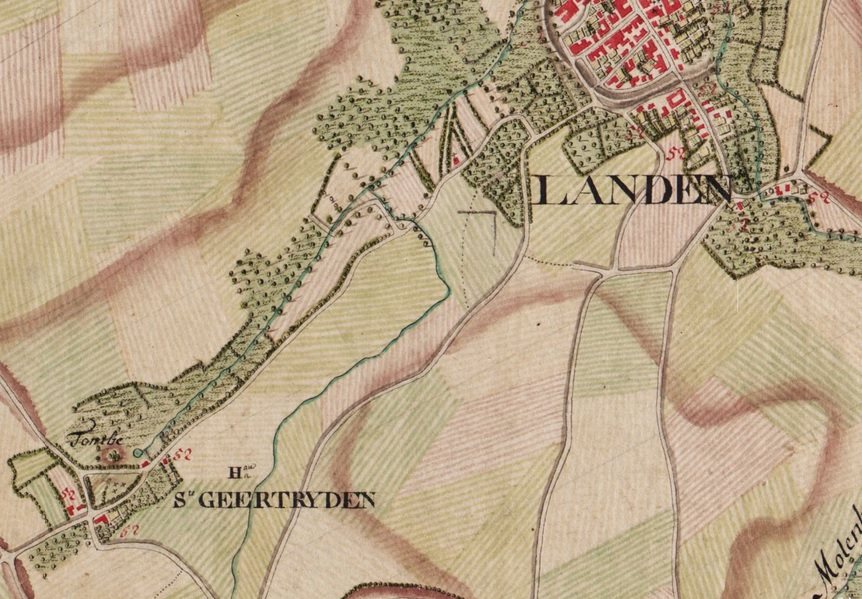
La Tombe sulla Carta di Ferraris, XVIII secolo.